# Арам I
Арам I (арм. Արամ Ա, в миру Бедрос Кешишян) (род. в 1947 году, Бейрут) — католикос Великого Дома Киликии с 1995 года. Предстоятель армянских епархий Ливана, Сирии, Ирана, стран Персидского залива, Греции, США, Канады и Кипра. Первый глава Великого Дома Киликийского, рождённый в Ливане. Борец за признание факта Геноцида армян в Османской и Кемалистской Турции, за репарации армянского достояния.

## Биография
Бедрос Кешишян родился в 1947 году в Бейруте (Ливан). В 14 лет поступил в Духовную семинарию Католикосата Великого Дома Киликийского Армянской апостольской церкви в Антилиасе (предместье Бейрута). В 1968 году дал обет безбрачия и был рукоположен в иеромонахи. После семинарии продолжил учебу в Экуменическом институте Боссэ (Женева), затем — в Теологической школе Бейрута и Нью-Йорке (Фортхэмский университет), где получил звание доктора философии. Автор книг по вопросам богословия и истории армян.
В 1970 г. Кешишяну присвоили сан вардапета (доктора богословия). В 1974 — 1975 гг. он преподавал в Американском университете Бейрута. В 1980 г. Кешишян был рукоположен в сан епископа. Состоял главой Ливанской епархии Киликийского католикосата Армянской Апостольской Церкви. В годы Ливанской гражданской войны Кешишян являлся лидером Армянской общины Ливана (de facto). В ходе поездок он встречался c главами государств, церквей, представителями международных организаций, лидерами партий и общин.
В 1985 г. был избран членом Центрального комитета Всемирного совета церквей. В 1986 г. Кешишян консультировал Джорджа Докмеджяна — автора статьи «Determinant of genocide: Armenians and Jews as case studies».
В 1991 г. приветствовал провозглашение независимости Армении.
В 1995 г. был избран католикосом Великого Дома Киликии, под именем Арама I. 26 декабря 1997 г. подписал в Ватикане экуменическую декларацию с Иоанном-Павлом II. Арам I — почётный член организации «Pro-Oriente», экуменического римско-католического фонда, который заседает в Вене. Арам I основал музей «Cilicia» (март 1998 г.) и Архивно-рукописный центр.
В 1997 году по приглашению Патриарха Московского Алексия II посетил с официальным визитом Россию. В том же году посетил Ватикан и подписал экуменическое соглашение с Иоанном-Павлом II.
В 1998 году был избран председателем Всемирного Совета Церквей.
25 июля 2004 г. в Антилиасе, в рамках христианско-мусульманского диалога, состоялась встреча католикоса Арама I с принцем Иордании Хассаном Бин-Талалем.
В июне 2005 года выступил одним из организаторов Христиано-мусульманского комитета Ближнего Востока. В том же 2005 году, в сотрудничестве с иранской стороной, с министерствами иностранных дел и культуры Исламской Республики Иран прошли конференции в Тегеране и Антелиасе, где исламские и армянские учёные обсуждали различные аспекты сотрудничества между двумя религиями.
2 июля 2005 года встретился с маронитским Патриархом Насруллой Бутросом Сфейром. Святители обсудили необходимость разработки нового законодательства о выборах в Ливане, формирования правительства национального единства и укрепления сотрудничества различных конфессий. Арам I встретился также с президентом Ливана генералом Эмилем Лахудом.
5 июля 2005 года, в день 10-летия интронизации принял Католикоса-Патриарха Ованеса Бедроса XVIII, духовного главу армянских католиков в Ливане, с которым обменялся взглядами на судьбы армянского народа, Ливана и Ливанского Спюрка.
12 октября 2006 года поблагодарил Жака Ширака за его позицию в вопросе признания Геноцида армян.
С 2007 года состоит президентом Всемирного совета церквей Ближнего Востока.
В 2007 году направил соболезнования главе Коптской Церкви Египта папе Шенуде III в связи со столкновениями коптов с египетскими военными.
В 2008 году в Антелиасе, совместными усилиями Киликийского Католикосата и ереванского Матенадарана была организована Конференция «Культура Киликийской Армении».
В сентябре 2009 году Арам I направил открытое письмо политической элите Армении. В своем обращении Католикос выразил беспокойство в связи с начатыми, по инициативе президента Армении Сержа Саргсяна, армяно-турецкими переговорами.
В 2010 году посетил Россию.
В 2011 году присутствовал при закладке фундамента новой армянской церкви в Абу-Даби. 17 ноября 2011 г. встретился с политическими лидерами Ливана, чтобы оценить положение армян в соседней Сирии в период разрастания гражданской войны в этой стране.
В 2012 году в Антилиасе состоялась международная конференция «Геноцид армян: от признания к репарациям».
В мае 2012 г. совершил пастырский визит в Иран, посетив епархии Тегерана, Исфахана и Атрпатакана. В Тегеране председательствовал на заседании, посвящённом межконфессиональному диалогу, который был начат католикасатом Киликии и представителями Ирана 10 лет назад.
30 ноября 2012 г. присутствовал на торжественном переосвящении древней армянской церкви в Диярбакыре (на юго-востоке Турции), разорённой и осквернённой в 1915 году. Католикос призвал верующих к межконфессиональному миру и терпимости.
10 января 2013 г. президент Республики Кипр Димитрис Христофиас, в сопровождении делегации из 18 министров и депутатов, посетил Антилиас, где встретился с Католикосом Арамом I. Арам I наградил президента Кипра Киликийским орденом «Князь».
3 сентября 2013 г. состоялась встреча с королём Иордании Абдаллой.
В 2014 году принял участие в Международной конференции «Армения-Диаспора», проходившей в Ереване.
24 января 2015 г. прибыл с визитом в Армению. 26 января президент Армении Серж Саргсян обсудил с Католикосом Всех Армян Гарегином II и Католикосом Великого Дома Киликийского Арамом I деятельность государственной комиссии, координирующей мероприятия, посвященные 100-летней годовщине Геноцида армян. Были рассмотрены также вопросы участия Армянской Апостольской церкви в соответствующих работах на международном и межцерковном уровнях и в Спюрке.
12 марта 2015 г. делегация Ливанского Центрального Комитета АРФ Дашнакцутюн, в которую вошли представитель ЦК Акоп Багратуни, заместитель представителя Аветис Гиданян и члены комитета Акоп Аватян и Виген Авагян, нанесла визит Католикосу Великого Дома Киликийского Араму I. Во время встречи обсуждались вопросы, касавшиеся мероприятий, посвящённых 100-летию Геноцида армян и жизни армянской общины Ливана. Представители ЦК рассказали Католикосу о стоящих на повестке дня партии первоочередных задачах, связанных с укреплением и развитием армянской общины Ливана. На встрече подчеркивалась необходимость участия в мероприятиях, посвященных 100-летию Геноцида армян, всех членов армянской общины Ливана. Также в ходе встречи обсуждалась необходимость строительства Объединённого Национального училища, роль которого в общественной жизни армянской общины будет очень важной. Кроме того, представители Ливанского ЦК партии «Дашнакцутюн» в беседе с Католикосом Арамом I коснулись проблем молодого поколения и проблемы сохранения национальной идентичности, а также ведущихся в этом направлении работ.
12 апреля 2015 г., во время мессы в Ватикане, которая была проведена по армянскому католическом обряду и на которой Пара Римский Франциск I произнёс знаменательную речь о «первом геноциде XX века», Арам I произнес речь на армянском и на английском языках, сделав акцент на трех принципах: осуждении геноцида, его признании и необходимых репарациях.
27 апреля 2015 г. Киликийский католикосат подал иск в Конституционный суд Турции с требованием вернуть право владения исторической резиденцией киликийских католикосов в Сисе (совр. Козан в Турции), равно как и право использовать её в религиозных целях.

Выступая 8 мая 2015 г. в Вашингтоне, Арам I сказал: 
Совершенные в Османской империи преступления против армян являются преступлением против всего человечества.
 19 мая 2015 г. Арам I сказал в интервью «Нью-Йорк-Таймс»: 
Турция должна признать своё прошлое!
19 октября 2015 г. встретился с президентом Греции Прокописом Павлопулосом. Его Святейшество сопровождали архиепископ Тохрамаджян и председатель национального департамента Ара Манкоян. Католикос Арам I высоко оценил деятельность президента Греции, который с момента своего вступления в политику поддерживает Армянскую диаспору, и сегодня, уже в качестве президента страны, занимает ту же позицию. Президент Павлопулос подчеркнул, что неизменно уважает армянский народ. Президент отметил работу армянской общины в Греции, которая внесла огромный вклад в дело развития и процветания страны. Его Святейшество приветствовал съезд, организованный Греческой республикой, под названием «Мирное сосуществование религий и культур на Среднем Востоке». Арам I напомнил, что год назад на встрече с государственными лицами Греции было выдвинуто предложение о том, чтобы Греция организовала данный съезд, акцентируя внимание на значение роли Греции в деле связи Востока с Западом.
В 2016 году, в университете города Каслик (Ливан) состоялся международный съезд, посвященный геноциду ассирийцев. На открытии съезда присутствовали представители различных церквей и шесть духовных лидеров, включая Католикоса Великого Дома Киликийского Арама I. 
7 апреля 2016 года Католикос всех армян Гарегин II и Католикос Великого дома Киликийского Арам I посетил контролируемый армянскими формированиями Нагорный Карабах. В эти трудные дни Патриархи выразили свою поддержку армянской армии и народу Карабаха. 14 апреля Гарегин II и Арам I отслужили в соборе Святого Христа Всеспасителя в Шуше литургию за безопасность и мир в Нагорном Карабахе. На литургии присутствовали президент НКР Бако Саакян, председатель Национального собрания НКР Ашот Гулян, премьер-министр Араик Арутюнян, депутаты, члены правительства, командный состав Армии обороны.
18 апреля 2016 г., после визита в Армению и НКР, Арам I провёл телефонный разговор с премьер-министром Ливана Таммамом Саламом. Арам I высоко оценил позицию Ливана по Карабахскому вопросу на саммите Организации исламского сотрудничества в Стамбуле: Ливан воздержался от голосования по пункту итогового заявления саммита, в котором ОИС осудила армянскую сторону и потребовала вывести войска с территории Нагорного Карабаха. Патриарх назвал позицию Ливана здравой, подчеркнув, что армяне Нагорного Карабаха, Армении и Спюрка высоко ценят её.
8 мая 2016 г. торжественно открыл в Абу-Даби национальный армянский лицей. Школа размещена при церкви Св. Мучеников. На церемонии присутствовали министр культуры и научного развития Объединённых Арабских Эмиратов, Шейх Нахьян ибн-Мубарак аль-Нахьян, епархиальный местоблюститель католикоса, иерей Месроп Саргсян, ряд государственных чиновников ОАЭ, несколько зарубежных дипломатов. В своём слове министр аль-Нахьян отметил важность вклада армянского народа в развитие ОАЭ и поздравил общину с новым образовательным учреждением.
2 июня 2016 г. Германский Бундестаг признал факт Геноцида армян 1915 года в Османской империи и официально осудил эти действия. В резолюции, под названием «В память Геноцида армян и других христианских меньшинств в Османской империи 101 год назад», декларируется признание правительством Германии своей части ответственности за события 1915 года, а также признание трагических событий 1915 года — депортации и убийства армян — Геноцидом. 3 июня 2016 г. Арам I направил письмо канцлеру Германии Ангеле Меркель, приветствуя этот мужественный шаг германских парламентариев, имеющий всемирно-историческое значение. Арам I назвал принятие резолюции «красноречивым свидетельством обязательств Германии по защите прав человека, а также посланием миру, напоминающим о важности ответственного подхода к прошлому».
28 июля 2016 г. начался визит Арама I в сирийскую Латакию. В церкви Св. Богоматери в Латакии Арам I передал собравшимся своё патриаршее благословение.
15 августа 2016 г. в своей проповеди к празднику Преображения Господня коснулся последних событий в Армении, призвав власти и граждан РА воздержаться от насилия и внутренних потрясений.
20 августа 2016 г. провёл в Женеве совещание по организации помощи сирийским армянам. Он встретился с представителем ООН по вопросу Сирийского кризиса Стефаном ди Мистурой. На эту же тему Арам I провёл в Женеве встречи и с другими ответственными представителями межцерковных организаций, которые через Совет церквей Среднего Востока помогают христианам Сирии. Его Святейшество встретился с президентом гуманитарного фонда «Арменофас» Тени Симоняном. В ходе встречи особо подчёркивалась важность помощи сирийским армянам.
19 сентября 2016 г., по приглашению президента Армении Сержа Саргсяна, прибыл в Ереван, чтобы принять участие в праздновании 25-летия независимости Армении.
27 сентября 2016 г. отправился в США и Канаду для участия в торжествах по случаю 20-летия его интронизации. 4 октября 2016 г. Арам I посетил Лос-Анджелес.
4 ноября 2016 г. состоялась встреча Арама I с новым президентом Ливана, генералом Мишелем Ауном, одним из влиятельнейших маронитских лидеров. Католикос поздравил Мишеля Ауна с избранием на пост президента Ливана, пожелав, чтоб его президентство открыло в современной истории Ливана новую блестящую страницу, которая будет ознаменована внутренним единством, экономическим расцветом и развитием международных отношений. В ходе встречи были обсуждены жестокие вызовы, с которыми сталкиваются христианские общины Ближнего Востока.
23 ноября 2016 г. состоялась встреча Арама I с Папой Франциском I. Папа и Католикос обсудили вопрос единой даты празднования Пасхи. Арам I подчеркнул важность вопроса выбора единого дня празднования Воскресения Христова. «Эта дата должна быть согласована и определена всеми христианскими церквами как знак единения церкви Христа», — сказал Арам I. Арам I выразил благодарность Папе Франциску за позицию по поводу осуждения им геноцида армян, коснувшись при этом инициативы понтифика проведения мессы в память о жертвах геноцида как в самом Ватикане, так и во время визита Папы в Армению. Также были обсуждены процессы на Ближнем Востоке, жестокая судьба христиан региона. Была подчеркнута необходимость конструктивного диалога между христианами и мусульманами.
2 декабря 2016 г. отбыл с официальным визитом в Иран, для председательства на совместно организованном религиозном диалоге Великого Дома Киликийского и Отдела межрелигиозных и культурных международных отношений ИРИ, на актуальную тему «Насилие и религия».
В канун Рождества Христова, отмечаемого Армянской Апостольской Церковью 6 января, Арам I прибыл в Сирию. Католикоса в Алеппо встречали предстоятели Армянской Католической и Армянской Евангелистской Церквей, а также глава Берийской епархии Армянской Апостольской Церкви. В Алеппо Арам I посетил все армянские общины, в том числе разрушенные ваххабитами армянские храмы, армянскую семинарию, руины взорванного до основания кафедрального собора Берийской епархии в честь 40 мучеников. Католикос вознёс молитву о мире в Сирии. Арама I сопровождали офицеры сирийской армии, мэр города Алеппо, а также христианские и исламские лидеры Сирии. Вместе с имамами Арам I посетил Великую мечеть Омейядов. Последним пунктом маршрута был район Нор-Гехи, патрулируемый армянскими ополченцами. Католикос вознёс молитвы о погибших ополченцах. Он выразил восхищение геройством сирийцев всех конфессий, которые смогли встать на защиту страны, а также подчеркнул, что Армянская Церковь продолжит оказывать помощь Сирии.
7 декабря 2017 г. Католикос Арам I осудил заявление президента США о признании Иерусалима столицей Израиля. Выступая в Ливане на Общем национальном собрании, Католикос сказал, что данное заявление президента США не соответствует международному праву и историческим реалиям. Ибо, по его словам, Иерусалим должен оставаться открытым для всех трёх аврамических религий городом — для иудаизма, христианства и мусульманства. На Общем национальном собрании присутствовал президент Ливана Мишель Аун, который представил позицию Ливана в этом вопросе, также высказав негативное отношение.
В 2018 году в Антилиасе увидел свет русский перевод книги Арама I «Армянская Церковь».
24 апреля 2021 г. Арам I приветствовал признание президентом США Джо Байденом факта геноцида армян, совершённого в 1915 году младотурками. Байден в письменном заявлении, распространенном по случаю дня памяти жертв событий начала XX века в Османской империи, назвал произошедшее «геноцидом армян». Киликийский католикос оценил «мудрый и смелый шаг президента США». Предшественники Байдена на посту президента США старательно избегали использования термина «геноцид» применительно к событиям в Османской империи.
1 июля 2021 г. принял участие в проходившей в Ватикане встрече христианских духовных лидеров Ливана.
11 августа 2021 г. призвал Армению сказать «НЕТ» путинско-алиевской схеме перемирия в Карабахе.
14 января 2022 года провёл в Антилиасе встречу-совещание с представителями армянской интеллигенции Ливана по случаю провозглашения 2022 года «Годом диаспоры».
13 мая 2022 года принял посла России в Ливане Александра Рудакова. Предметом обсуждения стали война в Украине и конфликт Армении с Азербайджаном. В завершение встречи в присутствии Его Святейшества состоялась краткая встреча посла с представителем Центрального комитета Армянской революционной федерации «Дашнакцутюн» в Ливане Акопом Багратуни. Они подняли вопросы, связанные с текущей ситуацией в Ливане и предстоящими дополнительными выборами.
6 сентября 2022 г. на 11-й Ассамблее Всемирного совета церквей (Карлсруэ, Германия) был избран председателем Всемирного совета церквей. Ассамблеей Всемирного совета церквей был принят документ «Война на Украине, мир и справедливость в европейском регионе».
15 декабря 2022 года призвал международное сообщество всеми возможными способами вмешаться, чтобы вновь был открыт закрытый Азербайджаном Лачинский коридор, который является единственной связью между Арцахом и Арменией.
7 февраля 2023 года посетил Шаар и другие поврежденные в результате землетрясения районы Алеппо. Арам I посетил также Киликийскую семинарию, понесшую материальный ущерб в результате землетрясения 6 февраля, и на месте ознакомился с ситуацией (газета «Гандзасар»). Католикос в своей речи отметил: «Правда, мы встречаемся в этих болезненных и тревожных условиях, но я хочу подтвердить, что армяне Алеппо выстояли и продолжают восстанавливать свою коллективную работу. В прошлые годы мы столкнулись с трудностями. Сегодня тревога в другом, однако, мы должны верить, надеяться и провести совместную работу».
8 февраля 2023 года выделил средства на оказание помощи армянам Алеппо, пострадавшим от мощного землетрясения. Средства предназначены на закупку продовольствия для граждан, оставшихся без крова и еды.
11-12 июня 2024 года посетил Ватикан, прочёл лекцию «Роль религии в геополитике», встретился с папой Римским Франциском I.

## Награды
- Орден Святого Месропа Маштоца (26 мая 2015 года, Армения) — за большие заслуги в области сохранения армянства, исключительный вклад в сохранение, развитие и распространение духовных ценностей в диаспоре[9]